# Iglesia de Nuestra Señora de los Desamparados (Desamparados)
La Iglesia de Nuestra Señora de Los Desamparados es un templo costarricense de culto católico, dedicado a la Virgen María bajo la advocación de la Virgen de los Desamparados, está localizado en el cantón Desamparados en la provincia de San José y pertenece a la jurisdicción eclesiástica de la Arquidiócesis de San José.

## Historia
Inicialmente el sitio era un lugar de oración conformado por juncos y palos. En 1821 se da  la erección de la ermita dedicada a Nuestra Señora de los Desamparados. Para el año de 1824 se da la creación de la Parroquia de Nuestra Señora de los Desamparados. Una construcción modesta, estilo colonial aún y con una arquitectura básica.

Los terrenos donde está ubicada la iglesia y el parque fueron donados por la familia Quesada Bermúdez, que vivía en el lugar que hoy es villa San Antonio.
A partir de la creación de la parroquia lentamente se fue llamando a Dos Cercas (lugar donde se ubica la Parroquia) como Pueblo de los Desamparados y posteriormente Desamparados, nombre que perdura hasta la actualidad.
Posteriormente transcurrió un siglo de construcciones y remodelaciones, que los sismos fueron socavando, hasta que en 1910 el padre Andrés Vilá, probablemente impulsado por los severos daños que el terremoto de ese año había ocasionado en las torres de la iglesia, concretó la idea de construir un templo totalmente nuevo, para lo cual empezó a recoger fondos en la comunidad. 
Sin embargo, el sacerdote se fue sin lograr su objetivo, y el proyecto quedó en manos del padre José Gregorio de Jesús Benavides. Este sacerdote contrató los planos al famoso arquitecto barcelonés Luis Llach, de quien se conocen muchos edificios que forman parte del patrimonio nacional. Pero lo pretencioso del proyecto impidió que las obras comenzaran y retardó los planes durante 20 años. Finalmente el cura Elías Valenciano, de mucho empuje y perseverancia, contrató al arquitecto José María Barrantes los nuevos planos de la iglesia, acordes con la situación socioeconómica del cantón. No fue sino hasta el 17 de febrero de 1930 cuando se inició la ansiada obra y debieron esperarse 15 años más para verla terminada.
Esta obra se consagró el 15 de agosto de 1945, pero todavía en los años posteriores se le integraron objetos valiosos: en 1947 el altar mayor, procedente de Italia; el altar de la capilla del Santísimo, obra del escultor Fernidand Stuflecer; y en 1957 los vitrales traídos de la fábrica Innsbruck Tirol Glasmalerli Sell y Co., de Austria. Todo lo anterior se fue realizando con aporte de la comunidad. Varias familias aportaron con trabajo y materiales para la obra. La pintura externa de la obra fue realizada por la familia Calderon. Varios acabados del interior fueron realizados por la familia Astúa. En la instalación e izado de columnas del vestíbulo, Participó la familia Rodríguez. 
Esta obra, de planta cruciforme y coqueta volumetría, lamentablemente carece de singularidad en su género, ya que el autor plagió los elementos barrocos que predominan en la Basílica de San Pablo, en Londres, a partir del entablamento: remate de los campaniles con planta cruciforme y cúpula de gajos de base circular que remata con una  linterna cruciforme.  Por otra  parte, el diseño del espacio interno  no concuerda con las sensaciones creadas antes de ingresar. El interior resulta exageradamente masivo, con una cantidad tal de columnas que dificulta la visibilidad hacia el presbiterio.  Además, el manejo de la luz resulta poco asertivo.